# Інший світ: Пробудження

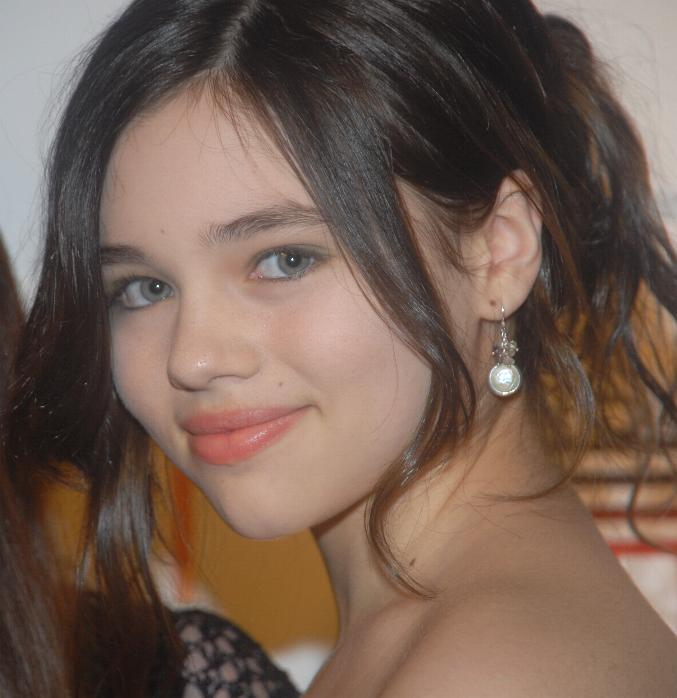
Індіа Ейслі

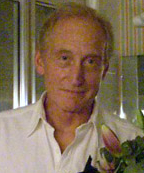
Чарльз Денс

«Інший Світ: Пробудження» (англ. Underworld: Awakening) — американський фентезійний трилер Манса Марлінда і Бьорна Штейна в форматі 3D, є продовженням фільму «Інший світ: Еволюція». Світова прем'єра відбулася 20 січня 2012 року (в Україні — 26 січня).

## Сюжет
Через шість місяців після подій Інший світ: Еволюція, люди захопили вампіра Селіну (Кейт Бекінсейл) під час «Чистки», глобальної військової операції зі знищення вампірів та ліканів після виявлення їхнього існування. Люди назвали їх «Нелюди» або «Заражені».
Дванадцять років по тому, уряд людей досяг 95% винищення раси вампірів, і вірив у те, що всі лікани вимерли. Селіну, під назвою «Предмет 1», звільняє з кріоконсервації «Предмет 2» і вона тікає від медичної корпорації Антиген. Корпорація нібито намагається створити протиотруту вірусу, що створює вампірів та ліканів. У Селіни після втечі починаються дивні видіння, яким вона слідує, вірячи, що вони пов'язані з її коханим гібридом вампіра і лікана Майклом Корвіном. Видіння приводять її до будинку де вона натикається на Девіда, дружнього вампіра. Під час розмови з Девідом Селіна бачить ще одне видіння. Слідуючи йому, вони знаходять не Майкла, а юну дівчину, під назвою «Предмет 2» також відому як Ів, яка як з'ясовується згодом гібрид і донька Селіни і Майкла. Девід зауважує, Ів (Предмет 2) поранили лікани і вони не виліковується, забирає їх до лігва. Батько Девіда, Томас, не радий Селіні та Ів. Звинувачуючи Селіну в спричиненні руйнування раси вампірів, він приголомшив її звісткою, що Майкл загинув 12 років тому. Жінка вампір пропонує свою кров пораненій Ів, яка спочатку відмовляється від цього, кажучи, що ніколи не пила крові. Підбадьорена Селіною, вона приймає дар і зцілюється надзвичайно швидко.
Доктор Якоб Лейн, директор Антигена, виявляються ліканом, разом з його сином Квінтом. «Протиотрута» над якою працює компанія насправді має зробити ліканів невразливими до срібла та покращити їх фізичні можливості. Для досягнення цього їм потрібен генетичний код Ів, отже Лейн посилає Квінта з іншими ліканами до лігва вампірів, щоб знов захопити її. Тим часом, очікуючи напад людей, Девід намагається згуртувати вампірів для опору, його батько тим часом наказує всім розійтись і сховатись. Більшість вампірів, важко озброївшись, залишаються. Несподівано нападає велика кількість ліканів, багато вампірів вбито, величезний удар для лігва. Селіна зустрічає «супер-лікана», потім виявляється, що це Квінт, його тіло змінили завдяки ін'єкціям з генетичним матеріалом Ів. Селіна падає непритомною під купою валунів під час битви, Томас видає Ів ліканам в обмін на їх відхід, а Девід отримує смертельну рану під час битви. Селіна вирішує врятувати Ів, але спочатку відновити Девіда через свою безсмертну кров, дану їй Александром Корвінусом у попередній частині "Еволюція".
Тривка до сонячного світла, Селіна отримує допомогу від детектива Себастіана, людини, як намагалась дослідити діяльність Антигена раніше. Він погоджується допомогти врятувати Ів, він був одружений з медсестрою, яку вкусили на роботі і вона стала вампіром. Коли силові структури обходили кожні двері в пошуках вампірів та ліканів, замість того, щоб стати черговою жертвою Чистки, вона вийшла на сонце. Селіна зруйнувала частину штаб-квартири Антигена використав зі срібним газом, чим примусила Лейна вивести Ів з будівлі, щоб продовжити створення більшої кількості протиотрути. Селіна тікає від ліканів, які складають більшу частину особового складу Антигена. Під час дії вона знаходить Майкла криогенно замороженим в лабораторії. Вона розбиває його комірку за допомогою пострілу. Під час втечі Лейна перехоплюють Себастіан і Селіна, вони перевертають автівку. З'являється Квінт, перетворившись на супер-лікана він нападає на Селіну.
Ів усвідомлює свою силу, звільнивши себе з машини і бореться з доктором Лейном, який зробив собі ін'єкцію супер формули як у Квінта. Себастіан і зцілений Девід допомагають Ів у боротьбі з Лейнов, до її перемоги. Тим часом Квінт загнав Селіну в маленьке приміщення, але йому треба перетворитись на людську подобу, щоб дістатись до неї, Селіна встромляє срібну гранату в його тіло. Квінт у паніці намагається перетворитись в форму лікана, коли він зцілюється миттєво, але не встигає і вибухає.
Селіна йде звільнити Майкла, але він вже втік. Ів теж бачить видіння і розуміє, що він на даху. Селіна, Ів і Девід біжуть на дах, лише щоб виявити, що Майкл пішов. Селіна каже, що знайде Майкла і поверне світ від людей та ліканів, отже вампіри вирішують відновити себе як уряд людей вирішив оголосити війну.

## В ролях
- Кейт Бекінсейл — Селін
- Індіа Ейслі — Єва
- Тео Джеймс — Девід
- Майкл Ілі — детектив Себастян
- Стівен Рі — доктор Джейкоб Лейн
- Чарльз Денс — Томас
- Сандрін Голт — Ліда
- Кріс Голден-Рід — Квінт
- Веслі Бентлі — вчений

## Саундтреки
Став відомий повний треклист саундтреку Underworld: Awakening. Диск вийшов у 2012 році..
| #   | Назва                                   | Автор                           | Тривалість |
| --- | --------------------------------------- | ------------------------------- | ---------- |
| 1.  | «Made Of Stone (Renholder Remix)»       | Evanescence                     | 3:34       |
| 2.  | «Heavy Prey»                            | Lacey Sturm (Flyleaf)           | ?          |
| 3.  | «Blackout (Renholder Remix)»            | Linkin Park                     | 4:41       |
| 4.  | «Apart (Renholder Remix)»               | The Cure                        | 6:40       |
| 5.  | «Killer & a Queen»                      | Stella Katsoudas                | ?          |
| 6.  | «Watch Yourself (Renholder Remix)»      | Ministry                        | 5:29       |
| 7.  | «Trip The Darkness (Ben Weinman Remix)» | Lacuna Coil                     | 3:15       |
| 8.  | «Young Blood (Renholder Remix)»         | The Naked and Famous            | 3:53       |
| 9.  | «It Rapes All In Its Path»              | Black Light Burns               | ?          |
| 10. | «The Posthumous Letter»                 | William Control                 | ?          |
| 11. | «How I’m I Supposed To Die»             | Civil Twilights                 | ?          |
| 12. | «Consolation Prize»                     | & Sons                          | ?          |
| 13. | «Liar»                                  | 8MM                             | 2:43       |
| 14. | «You Won’t See the Light»               | Ryan T. Hope                    | ?          |
| 15. | «Bottle of Pain»                        | Combichrist                     | ?          |
| 16. | «Intruder»                              | Collide                         | ?          |
| 17. | «Exit Wounds (Justin Lassen Remix)»     | Justin Lassen feat. Silent Fury | ?          |